# Ракуза, Ильма
Ильма Ракуза (нем. Ilma Rakusa; род. 2 января 1946[…], Римавска-Собота, Банска-Бистрицкий край) — швейцарская писательница, переводчик, литературный критик.

## Биография
Отец — словенец, мать — венгерка. Росла в Будапеште, Любляне, Триесте. В 1951 году семья переехала в Швейцарию. Ильма окончила гимназию в Цюрихе. С 1965 по 1971 годы изучала славянскую и романскую филологию в Цюрихе, Париже, Ленинграде. В 1971—1977 годах — ассистент преподавателя в Цюрихском университете, в дальнейшем — доцент того же университета.

## Творчество

### Поэзия, проза, литературная критика
- О мотиве одиночества в русской литературе/ Studien zum Motiv der Einsamkeit in der russischen Literatur, диссертация (1973)
- Достоевский в Швейцарии/ Dostojewskij in der Schweiz (1981)
- Острова/ Die Insel, новеллы (1982)
- Мирамар/ Miramar, новеллы (1986)
- Жизнь. 15 акронимов/ Leben. 15 Akronyme (1990)
- Степь/ Steppe, новеллы (1990)
- Les mots, morts, стихи (1992, вместе с Региной Вальтер)
- Джим. 7 маленьких драм/ Jim. Sieben Dramolette (1993)
- Farbband und Randfigur , лекции по поэтике (1994)
- Перечеркнутый мир/ Ein Strich durch alles. 90 Neunzeiler, стихотворения (1997)
- Love after love. Acht Abgesänge, стихотворения (2001)
- Нарушители и классики/ Von Ketzern und Klassikern , обозрение русской литературы (2003)
- Langsamer! Gegen Atemlosigkeit, Akzeleration und andere Zumutungen (2005, переизд. 2006)
- Затишье. Время/ Stille. Zeit, эссе (2005)
- Сквозь снег/ Durch Schnee, рассказы и миниатюры (2006)
- Zur Sprache gehen, лекции о поэзии (2006)
- Garten, Züge, рассказ и 10 стихотворений (2006)
- Больше моря/ Mehr Meer, воспоминания (2009, Швейцарская книжная премия). (Мера моря. Пассажи памяти. СПб.: Алетейя, 2015. ISBN 978-5-9905926-4-3)
- Aufgerissene Blicke. Berlin-Journal (2013)

### Переводческие работы
Переводила с французского (Маргерит Дюрас), русского (Чехов, Пришвин, Ремизов, Цветаева), венгерского (Имре Кертес, Петер Надаш), сербскохорватского (Данило Киш) языков.

## Публикации на русском языке
- Перечёркнутый мир. М.: Независимая газета, 2000
- В Журнальном зале

## Признание и награды
- Премия Петрарки за перевод (1991).
- Поощрительная Лейпцигская книжная премия за вклад в европейское взаимопонимание (1998).
- Премия имени Адельберта фон Шамиссо (2003) и др.
- Член Немецкой академии языка и поэзии в Дармштадте.